# Spoorlijn Saint-Jean-d'Angély - Taillebourg
De spoorlijn Saint-Jean-d'Angély - Taillebourg was een Franse spoorlijn van Saint-Jean-d'Angély naar Taillebourg. De lijn was 18,8 km lang en heeft als lijnnummer 543 000.

## Geschiedenis
De lijn werd geopend door de Administration des chemins de fer de l'État op 25 januari 1878. Na de opening van het gedeelte tussen Saint-Jean-d'Angély en Saintes van de spoorlijn Chartres - Bordeaux-Saint-Jean nam het belang sterk af, reizigersverkeer werd opgeheven op 22 mei 1932 en de lijn werd gesloten in 1940.

## Aansluitingen
In de volgende plaatsen is of was er een aansluiting op de volgende spoorlijnen:
Saint-Jean-d'Angély
RFN 500 000, spoorlijn tussen Chartres en Bordeaux-Saint-Jean
Taillebourg
RFN 530 000, spoorlijn tussen Nantes en Saintes